# Mario Caracciolo di Feroleto
Mario Caracciolo di Feroleto, italijanski general, * 26. februar 1880, Neapelj, † 21. december 1954, Rim.